# Caserne de la Garde

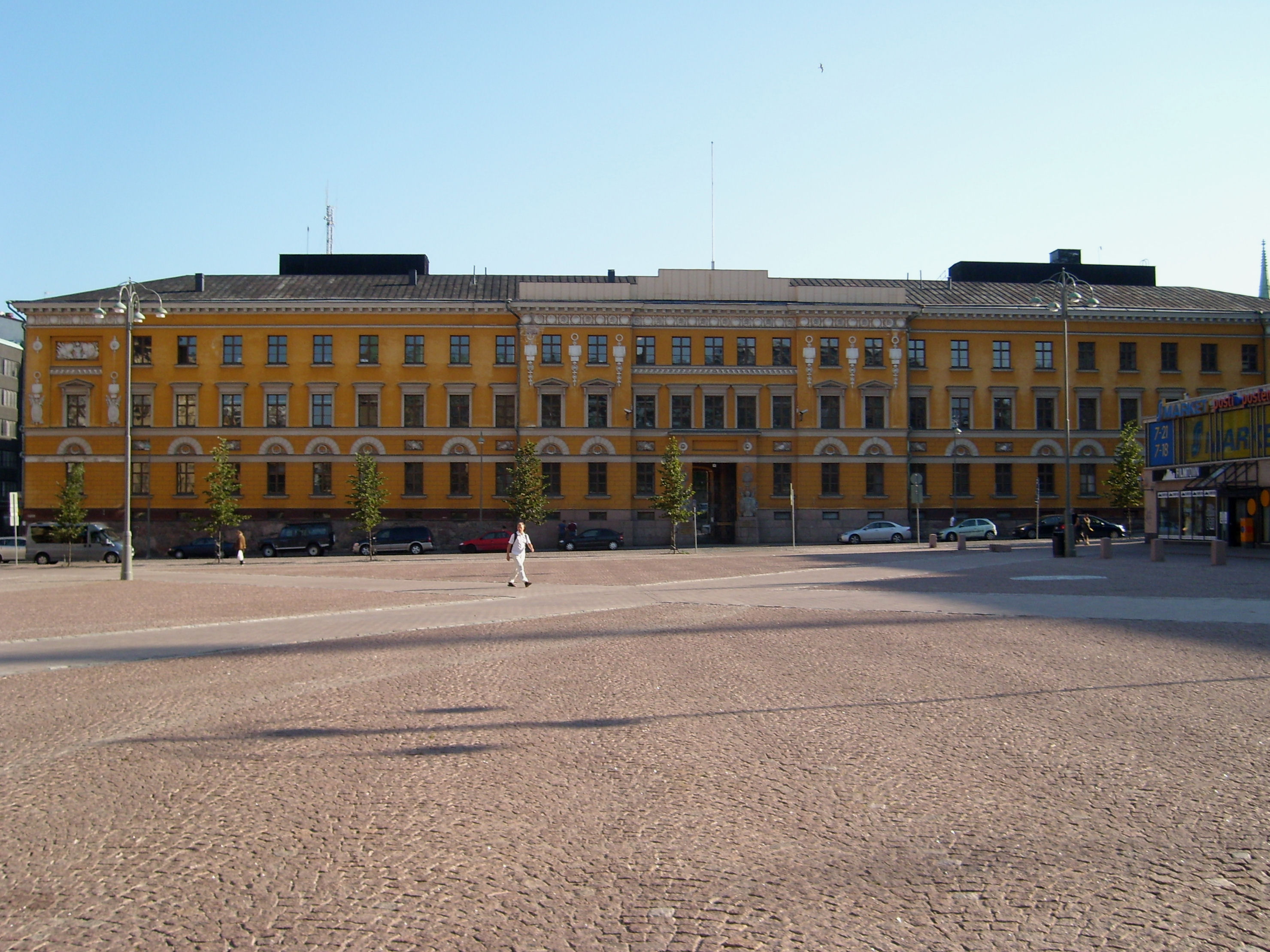
Bâtiment principal du Ministère finlandais de la défense.

La caserne de la Garde (en finnois : Kaartin kasarmi) est un bâtiment situé dans le quartier Kaartinkaupunki à Helsinki.

## Description
La caserne de la Garde est le bâtiment principal du ministère finlandais de la Défense (en finnois : Suomen puolustusministeriön päärakennus). Il est situé en bordure sud de la place Kasarmitori au 8, rue Eteläinen Makasiinikatu.
Le bâtiment conçu par Carl Ludvig Engel est terminé en 1822. De nos jours il abrite des locaux du ministère finlandais de la Défense. Les autres bâtiments sont des locaux de l'état-major des Forces armées finlandaises. 
En 1881 dans la cour de la caserne, on a élevé un monument en mémoire des soldats de la Garde finlandaise tombés en 1877 à la bataille de Gorni Dubnik de la guerre russo-turque. Dans les années 1950–1960, à la suite d'un concours d’architecte on a complété les bâtiments du XIXe siècle par des immeubles de bureaux conçus par Viljo Revell et Heikki Castrén.